# Национально-освободительное восстание в Анголе
Национально-освободительное восстание в Анголе или Восстание Баилундо — последняя попытка народов Овимбунду бороться с  португальской колонизацией.

## Ход восстания
В 1902 году в колонии Португалии Анголе (сейчас ангольская провинция-анклав Кабинда) снова вспыхнуло восстание местного негритянского населения. Оно было вызвано ужесточением колониальной политики португальцев, связанным со снижением цен на каучук. Кроме того, португальские колонисты и буры захватывали земли туземцев, в частности народа овимбунду, для устройства плантаций.
Португальские власти арестовали короля Баилундо после праздника, на котором местные жители пили португальский ром, якобы не заплатив за него. Это стало поводом к восстанию, которое возглавил советник короля, Муту Я-Кевела. Войска Кевелы убили португальских колонистов и сожгли их торговые форпосты. Вскоре восстание распространилось на юг и на запад, в провинцию Бие, но португальские войска, дислоцированные в Бенгеле и Намибе, подавили его. Для подавления восстания пришлось применять полевую артиллерию и создавать укреплённые гарнизоны. Всего было проведено несколько военных операций. Одной из них была операция около г. Хумбе в южной части колонии, оказавшийся под угрозой захвата восставшими. В ходе военных действий было убито порядка 2 000 восставших. Кевела также был убит, и португальцы присоединили Центральное нагорье Анголы.